# Aonyx cinereus
La lontra dalle piccole unghie orientale (Aonyx cinereus (Illiger, 1815)), nota anche come lontra senza unghie o lontra nana, è un carnivoro della sottofamiglia delle lontre (Lutrinae) originario del Sud-est asiatico. In passato veniva classificata nel genere monospecifico Amblonyx.

## Descrizione
Con una lunghezza testa-tronco di 45-61 centimetri, una coda di 25-35 centimetri e un peso di 1-5 chilogrammi, è la più piccola delle lontre. La pelliccia è di colore marrone scuro o grigio in superficie, la faccia, il collo e il ventre sono più chiari. Come tutti i rappresentanti del suo genere, ha artigli molto ridotti che servono a ben poco. Anche le membrane interdigitali sono regredite, il che consente una maggiore mobilità delle singole dita.

## Distribuzione e habitat
L'areale della lontra senza unghie si estende dall'India e dalla Cina meridionale, oltre la penisola malese, fino al Borneo e a Giava e comprende anche le Filippine meridionali. La specie abita le aree caratterizzate da una fitta vegetazione vicino ai corpi idrici, sia vicino a fiumi che a estuari e lungo la costa del mare.

## Biologia

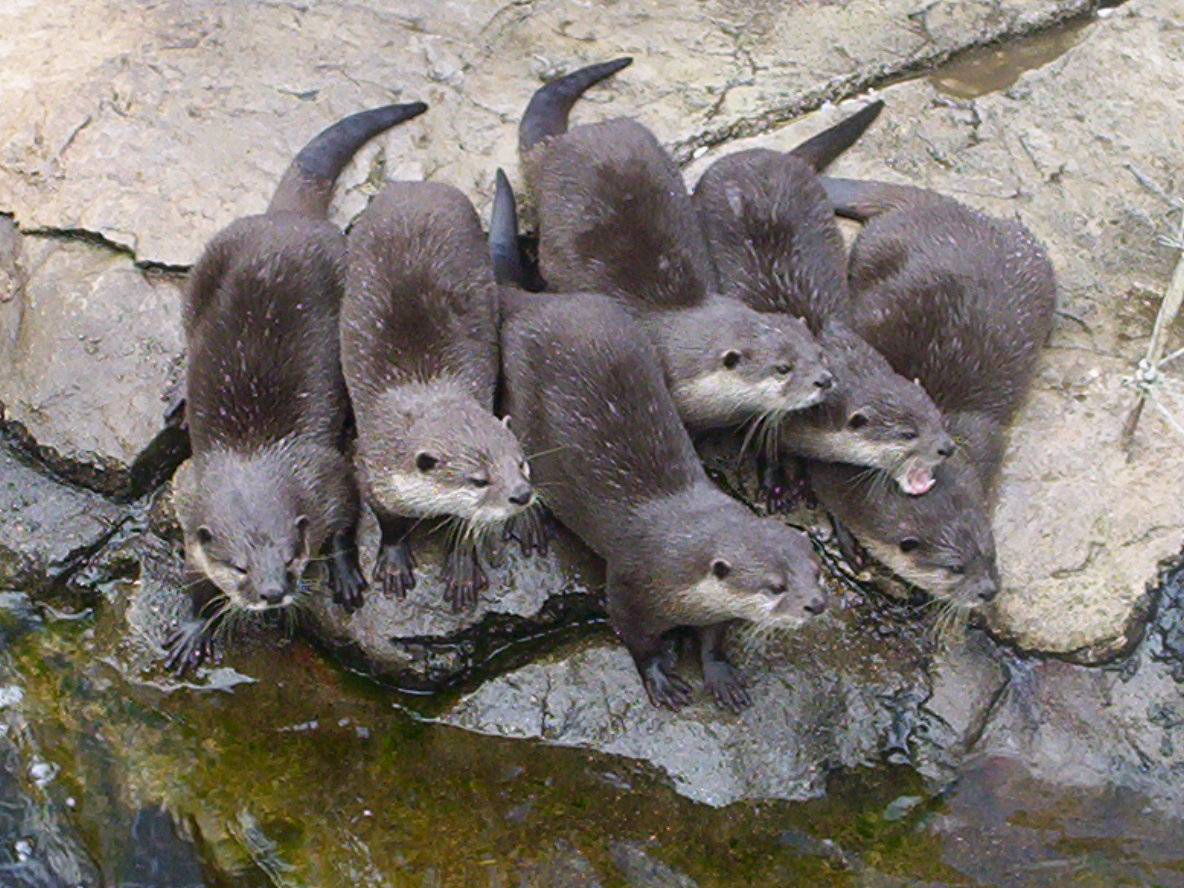
Le lontre senza unghie vivono in gruppo.

Le lontre senza unghie sono più socievoli delle altre specie di lontre e vivono in gruppi familiari che possono comprendere fino a dodici esemplari. Giocano tra loro e comunicano utilizzando un'intera gamma di suoni.
I loro denti molto forti vengono usati per rompere il rivestimento di molluschi e crostacei, ad una dieta a base dei quali questi animali si sono specializzati. Il pesce riveste una parte di minore importanza nel regime alimentare. A differenza di molte altre specie di lontre, raccolgono il cibo con le zampe e non con la bocca, spesso scavando nella sabbia o nel fango con le zampe in cerca di qualcosa da mangiare.

### Riproduzione
Dopo un periodo di gestazione di circa 60-64 giorni, la femmina dà alla luce uno o due piccoli. Alla nascita entrambi i genitori creano una piccola tana nel fango in cui i neonati trascorrono le prime settimane di vita. Dopo 80 giorni possono mangiare cibi solidi. A differenza delle altre specie di lontre, le lontre senza unghie possono partorire due volte l'anno.

## Conservazione
La lontra senza unghie viene classificata come «specie vulnerabile» (Vulnerable) secondo la Lista Rossa delle specie minacciate dell'Unione internazionale per la conservazione della natura (IUCN). La sua pelliccia viene considerata meno pregiata di quella della lontra comune, tanto che veniva cacciata molto meno della lontra dal naso peloso, diffusa nella stessa zona. Tuttavia, la distruzione dell'habitat sta causando il declino delle popolazioni.

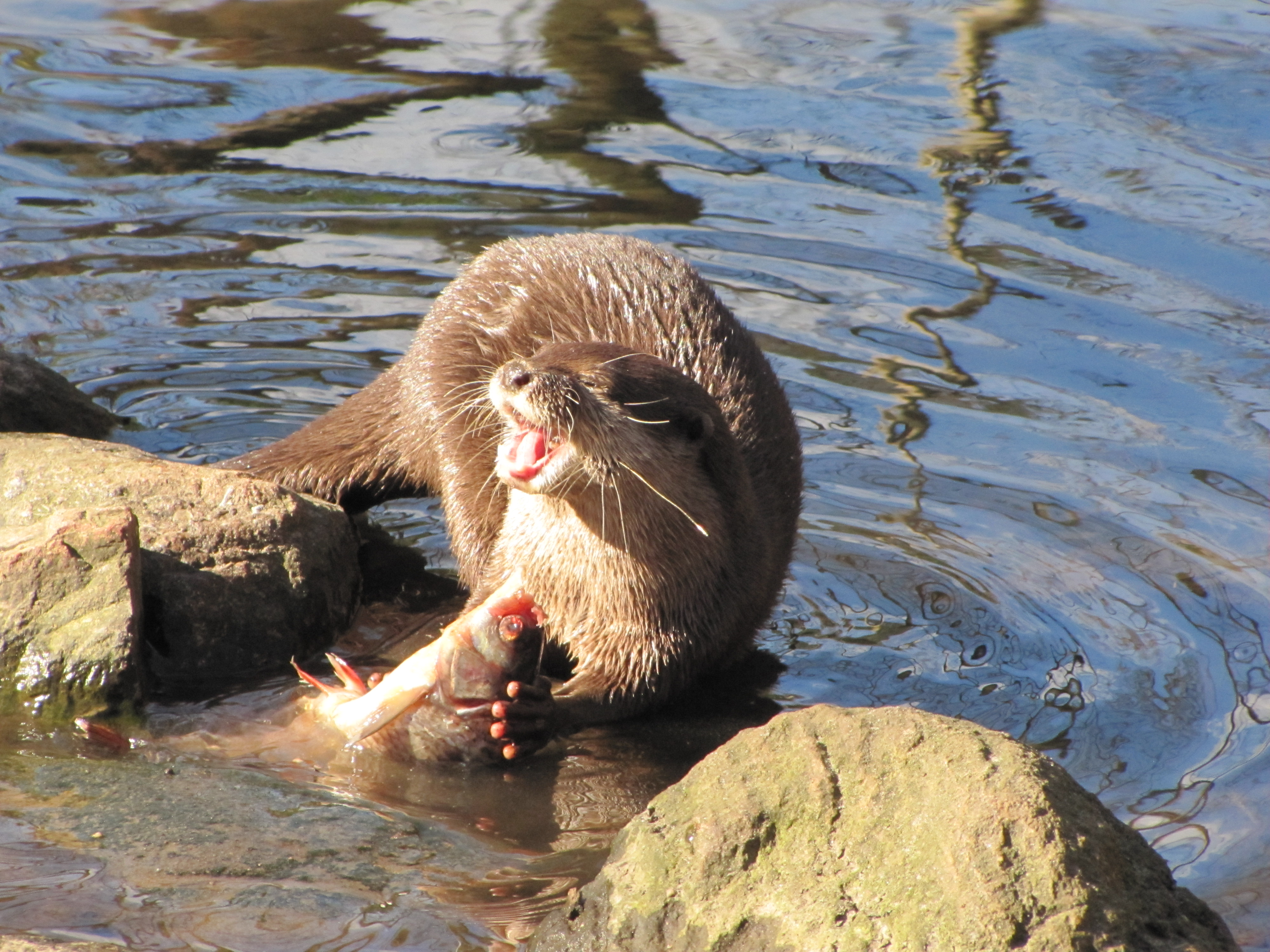
Lontra senza unghie allo zoo di Cottbus durante il pasto.

Come tutte le specie della sottofamiglia delle lontre (Lutrinae), la lontra senza unghie è protetta da restrizioni commerciali ai termini della Convenzione di Washington (CITES): nello specifico, questa specie compare nell'Appendice I. A tal fine, l'Unione europea inserisce la specie anche nell'Appendice B del Regolamento UE sulla Protezione delle Specie (CE) N. 338/97 e nella modifica del Regolamento CE 407/2009. La Repubblica Italiana inserisce tutte le specie del genere Aonyx, pertanto anche questo mustelide, nell'elenco delle specie animali che possono costituire pericolo per la salute e l'incolumità pubblica e di cui è proibita la detenzione.